# Miguel Aracil
Miguel Aracil Arnau (Alicante, 18 febbraio 1957) è un ex calciatore spagnolo di ruolo centrocampista.

## Carriera

### Club
La carriera di Aracil è stata legata principalmente all'Hércules CF, squadra di Alicante, la sua città natale. Esordì a 18 anni nella Liga spagnola, nel 1975 contro il Real Saragozza alla Romareda, subentrando a Juan Antonio Carcelén. L'allenatore era Arsenio Iglesias.
Aracil disputò sette stagioni consecutive in Primera División con l'Hércules, diventando uno dei giocatori più rappresentativi della storia del club, di cui fu anche capitano. Nel 1982 l'Hércules retrocesse nella Segunda División.
Nel gennaio 1984 Aracil si trasferì al Real Valladolid, tornando così a giocare in massima serie. Rimase al Valladolid per due stagioni e mezza. Nel 1984 la squadra vinse la Copa de la Liga, ottenendo così una storica qualificazione in Coppa UEFA, dove venne eliminato al primo turno dal Rijeka. Nel 1985 Aracil subì un grave infortunio ai legamenti del ginocchio, che lo tenne a lungo lontano dal campo.
Nel 1986 tornò all'Hércules, nella Segunda División, per ritrovare gradualmente la condizione, ma subì un altro duro infortunio al ginocchio. Nel 1988 il club alicantino arrivò al terzultimo posto, retrocedendo ulteriormente nella Segunda B. Al termine di quella stagione Aracil si ritirò, all'età di 30 anni.

### Nazionale
Tra il 1979 e il 1980 giocò con la nazionale giovanile spagnola, nelle partite di qualificazione alle Olimpiadi di Mosca del 1980, tuttavia non venne poi convocato per i Giochi.

## Palmarès

### Club

#### Competizioni nazionali
- Copa de la Liga: 1

Real Valladolid: 1984